# Змейское сельское поселение
Змейское се́льское поселе́ние — муниципальное образование в Кировском районе Северной Осетии Российской Федерации.
Административный центр — станица Змейская.

## История
Статус и границы сельского поселения установлены Законом Республики Северная Осетия-Алания от 5 марта 2005 года № 15-рз «Об установлении границ муниципального образования Кировский район, наделении его статусом муниципального района, образовании в его составе муниципальных образований - сельских поселений и установлении их границ»

## Население
| 2002  | 2010  | 2011  | 2012  | 2013  | 2014  | 2015  |
| ----- | ----- | ----- | ----- | ----- | ----- | ----- |
| 6419  | ↗6888 | ↗6892 | ↘6861 | ↘6812 | ↘6775 | ↘6729 |
| 2016  | 2017  | 2018  | 2019  | 2020  | 2021  | 2023  |
| ↘6705 | ↗6729 | ↘6711 | ↗6744 | ↘6737 | ↗6999 | ↘6961 |
| 2024  | 2025  |       |       |       |       |       |
| ↘6927 | ↗6929 |       |       |       |       |       |

## Состав сельского поселения
| № | Населённый пункт | Тип населённого пункта          | Население |
| - | ---------------- | ------------------------------- | --------- |
| 1 | Змейская         | станица, административный центр | ↗6929     |